# The Age of the Micro Man
The Age of the Micro Man is een nummer van de Britse band Hawklords. Het is afkomstig van hun album 25 Years On en sloot dat album af in de originele versie. Het pessimistisch gestemde album laat ook in deze track horen, dat niet alle verandering een verbetering is. The Age of the Micro Man is gerelateerd aan het programma van het denkbeeldige 'Pan Transcendental Industries' (mede ontworpen door Barney Bubbles) dat in een futuristische opzet religie wil industrialiseren. Dat zou moeten leiden tot verheffing van het volk, maar komt er in de praktijk op neer, dat de mens verpulverd wordt en zich achter de lopende band bevindt. Hij ziet alleen zijn kleine deeltje, maar het groter geheel wordt voor hem verborgen gehouden.
Musici:
- Robert Calvert – zang
- Dave Brock – gitaar
- Harvey Bainbridge – basgitaar
- Steve Swindells – toetsinstrumenten
- Simon King – slagwerk
- Simon House – viool